# Eliza Wigham
Eliza Wigham (23 de febrer del 1820 - 3 de novembre del 1899) fou una sufragista i abolicionista a l'Edimburg del segle xix. Va participar en campanyes importants pels drets de les dones. La seua madrastra, Jane Smeal, fou una destacada activista de Glasgow.

## Biografia
Eliza Wigham nasqué el 23 de febrer del 1820 a Edimburg, filla de John Tertius Wigham, un fabricant de cotó, i Jane Richardson. La família va tenir sis fills, i residien a Edimburg. Formaven part d'una xarxa de famílies quàqueres antiesclavistes que operaven a Edimburg, Glasgow, Newcastle i Dublín. La mare d'Eliza, la seua germana major i el seu germà menor van morir quan ella tenia uns deu anys. El 1840 son pare es tornà a casar, amb Jane Smeal.

## Participació en campanya

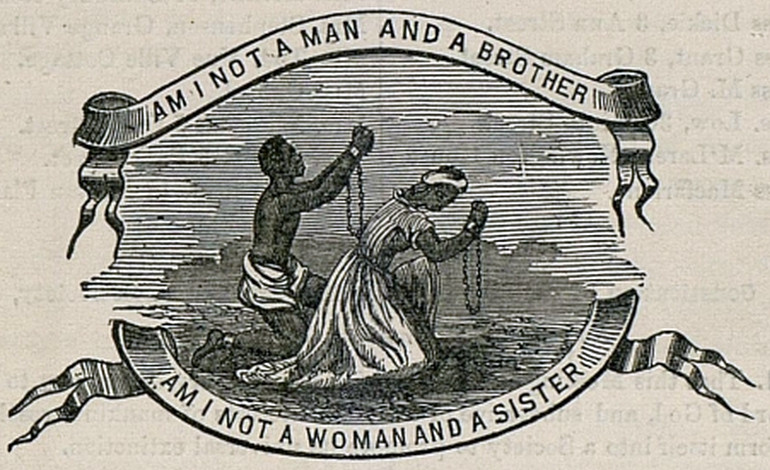
Logo de la Societat de les Dames d'Edimburg, any 1866

Eliza Wigham era la tresorera de la Societat d'Emancipació de les Dames d'Edimburg, que a diferència d'altres organitzacions abolicionistes, continuava funcionant el 1870.
El 1840, Eliza Wigham i la seua amiga Elizabeth Pease Nichol se n'anaren a Londres per a assistir a la Convenció Mundial contra l'Esclavitud, començada el 12 de juny. Hi anaren activistes britàniques com ara Lucy Townsend i Mary Anne Rawson, i activistes americanes com Lucretia Mott i Elizabeth Cady Stantom.
Eliza Wigham, la seua madrastra i alguns amics seus van crear el capítol d'Edimburg de la Societat Nacional del Sufragi Femení. Eliza i la seua amiga Agnes McLaren en foren secretàries, Priscilla Bright McLaren n'era la presidenta, i Elizabeth Pease Nichol la tresorera.
El 1863 Eliza Wigham treballà en el comité de la Societat d'Emancipació de les Dames de Londres de Clementia Taylor amb Mary Estlin. Aquell any, escrigué The Anti-Slavery Cause in America and its Martyrs (La causa antiesclavista a Amèrica i els seus màrtirs), un llibre destinat a influir en el govern britànic. En aquell moment es temia que Gran Bretanya es posàs del costat dels Estats Confederats d'Amèrica en la Guerra de Secessió americana i donàs suport a l'esclavitud.
Eliza Wigham participà en la campanya per a derogar les lleis del Parlament que pretenien contenir la prostitució. L'Associació Nacional de Dames per a la Derogació de les Lleis de Malalties Contagioses es creà en resposta a aquestes lleis, i va assolir els seus objectius.

### Vida com a cuidadora

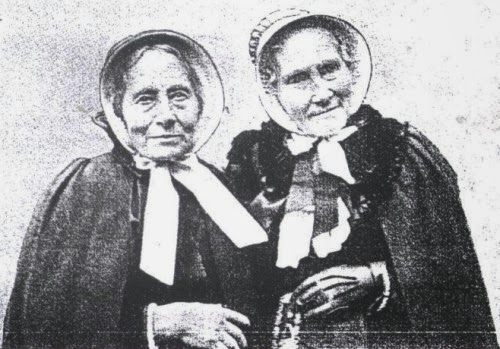
Eliza Wigham i la seua germana Mary Edmundson

El pare d'Eliza Wigham va morir el 1864, i ella va continuar vivint a casa de la seua madrastra Jane, a South Gray Street, a Edimburg. La va cuidar fins que va morir al novembre del 1888. Després de la mort del seu germà al 1897, Eliza va vendre la propietat per mudar-se a Dublín, on els seus parents podrien tenir-ne cura.
Eliza Wigham va morir a Foxrock, prop de Dublín, al 1899.

## Llegat
El 1901 es publicà un llibre commemoratiu d'Eliza Wigham. El 2015, quatre de les dones associades a les campanyes sufragistes i abolicionistes d'Edimburg foren objecte d'un projecte dels historiadors locals: el reconeixement d'Eliza Wigham, Elizabeth Pease Nichol, Priscilla Bright McLaren i Jane Smeal, «heroïnes oblidades» de la ciutat.